# イスクラ

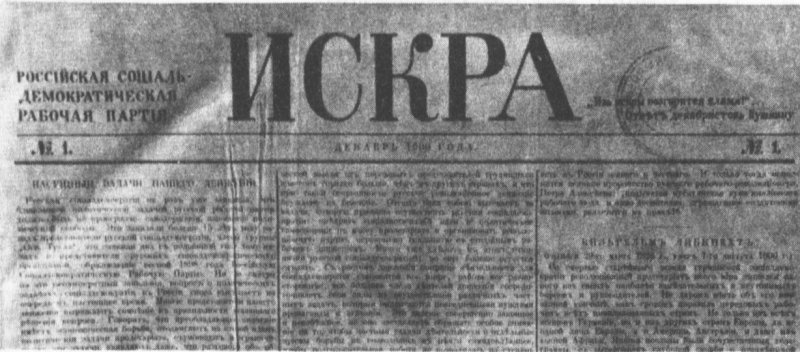
イスクラ初版

『イスクラ』（ロシア語: Искра、Iskra ）は、ロシア社会民主労働党（ソ連共産党の前身）の機関紙。ロシアから亡命した社会主義者たちの手によって発行された。誌名は「火花」の意味。

## 歴史・概要
ロシア社会民主党はスモレンスク全ロシア大会を計画していたが一連の弾圧のために頓挫してしまっていた。そこで活動計画は変更され、A・H・ポトレソフとレーニンが国外へ向かい、ゲオルギー・プレハーノフが率いる労働解放団と協力して独立した党としての政治新聞を創刊し、党の再組織を目指すこととなる。ロシアに残った同調者は多くの都市に拠点を設け、そこから地方組織への働きかけをすることとなった。新機関誌の綱領は1900年5月のプスコフ協議会で作成される。こうした準備段階を経てイスクラ第1号は1900年12月1日にシュトゥットガルトで発刊された。
その後、ミュンヘン、ロンドン、ジュネーヴで発行された。 当初、イスクラはレーニンによって編集された。1903年7月、ロシア社会民主労働党第1回党大会（ブリュッセル大会）のあと、党がレーニンのボリシェヴィキとユーリー・マルトフのメンシェヴィキに分裂する。レーニンはイスクラの編集部からも離れ、その後はメンシェヴィキの手によって編集が行われ、1905年までプレハーノフが責任者を務めた。イスクラの平均発行部数は約8000部であった。
イスクラのタイトルは、シベリア流刑となったデカブリスト（十二月党）を称えたアレクサンドル・プーシキンの詩  に応える形でアレクサンドル・オドエフスキーが作った詩の一節「火花から炎が燃え上がるだろう （Из искры возгорится пламя）」から採られた。
1917年ロシア革命（十月革命）が勃発すると、編集部員の多くはボリシェヴィキに入党した。

## 主な編集者
最初の編集スタッフは以下の6人である。
- ウラジーミル・レーニン
- ゲオルギー・プレハーノフ
- ヴェーラ・ザスーリチ
- パーヴェル・アクセリロード
- ユーリー・マルトフ
- アレクサンドル・ポトレソフ

その後、レフ・トロツキーが参加した。

## 関連事項
- 機関紙
- プラウダ